# Konrad Pesendorfer
Konrad Pesendorfer (geboren am 6. Februar 1969 in Wien) ist ein österreichischer Volkswirt. Von Jänner 2010 bis Dezember 2019 war er fachstatistischer Generaldirektor der Statistik Austria.

## Leben
Sein Vater ist Bernhard Pesendorfer, ein Philosoph und Unternehmensberater. Pesendorfer studierte Volkswirtschaft an der Wirtschaftsuniversität Wien und promovierte dort 2002 zum Doktor der Wirtschaftswissenschaften. Thema seiner Dissertation war „Der Euro als internationale Währung: ökonomische und wirtschaftspolitische Implikationen“, betreut wurde die Arbeit von Ewald Nowotny. Sein Studium der Jazzgitarre schloss er nicht ab. Er war Universitätslektor an der École des hautes études commerciales de Paris, am Institut d’études politiques de Paris (Sciences Po) und an der Fachhochschule für Europäische Wirtschafts- und Unternehmungsführung in Wien. Er arbeitete als Ökonom in der Oesterreichischen Nationalbank und im Bundesministerium für Finanzen. Von 2003 bis 2005 war er Berater des Direktoriums der Europäischen Zentralbank in Frankfurt am Main, danach Wirtschafts- und Finanzattaché an der Ständigen Vertretung Österreichs zur OECD in Paris. 2008 holte ihn Bundeskanzler Werner Faymann als Wirtschaftsberater in sein Kabinett.
Seit Jänner 2010 fungiert er als fachstatistischer Generaldirektor der Statistik Austria. Pesendorfer ist Mitglied des Fiskalrats und Präsident der Österreichischen Statistischen Gesellschaft. Er ist Vorsitzender des Committee on Statistics and Statistical Policy der OECD, Co-Vorsitzender des International Comparison Program Governing Board der UN/Weltbank (gemeinsam mit Indien) und weiters auch Vize-Vorsitzender der UN Conference of European Statisticians.

## Amtsverständnis als Generaldirektor der Statistik Austria
Während sein Vorgänger, Peter Hackl, in der Statistik Austria nur selten öffentlich auftrat, bemüht sich Pesendorfer möglichst vielen Menschen Daten und Fakten näherzubringen und ihnen deren gesellschaftspolitische Relevanz zu verdeutlichen. Christina Pausackl porträtierte ihn in der deutschen Wochenzeitschrift Die Zeit als Landvermesser: „Er liefert nicht nur bloße Zahlen, sondern Argumentationshilfe für brisante Debatten.“ Pesendorfer habe die Statistik Austria zu „einem politischen Faktor, der sich in alle wichtigen Debatten einschalten will“, gemacht. Er sieht sich selbst in der Tradition des Nationalökonomen Otto Neurath, der die Wiener Methode der Bildstatistik begründet hatte. Neurath galt als politischer Wissenschaftler, der ab 1918 die Errungenschaften des Roten Wiens mit statistischen Methoden propagierte. Pesendorfer beschreibt seine Rolle so: Er wolle all jene, die sich im Labyrinth der Zahlen verirren könnten, unterstützen – „mit geeigneter Visualisierung und indem ich sie mit dem erforderlichen Kontext versehe“. Gemeinsam mit dem Chefredakteur der österreichischen Wochenzeitung Falter, Florian Klenk, veröffentlichte Pesendorfer 2018 das Fact-Book „Zahlen, bitte! Alles was Sie über Österreich wissen müssen“. Das Buch ist die Zusammenfassung einer Serie, die ab dem Spätsommer 2016 im Falter erschienen war.
Im Februar 2019 entwickelte sich eine Debatte um die Zukunft der Statistik Austria. Bundeskanzler Sebastian Kurz, dem die Ernennung der Leitungsgremien oblag, beabsichtigte die drastische Kürzung der Planstellen für Öffentlichkeitsarbeit innerhalb der Behörde. Auch wollte der Kanzler die Abteilung für Analyse auflösen. Daraufhin meldete sich der amtierende Generaldirektor zu Wort und forderte, die Behörde solle unmittelbar dem Nationalrat unterstellt werden, um ihre Unabhängigkeit zu wahren. An der Spitze solle ein Präsident stehen, im Nationalrat mit Zweidrittelmehrheit gewählt und somit überparteilich anerkannt. Diese Vorschläge wurden dem Bundeskanzler und dem Nationalrat übermittelt. Pesendorfer forderte auch, dass die beabsichtigten Reformen im Einklang mit den Grundsätzen der EU stehen müssten.
Pesendorfers Amtszeit lief Ende 2019 aus. Mit 1. Jänner 2020 wurde Werner Holzer interimistisch mit der Funktion des fachstatistischen Generaldirektors betraut. Pesendorfer soll Chef der Statistikbehörde in Saudi-Arabien werden. Im Mai 2020 wurde bekannt, dass Tobias Thomas fachstatistischer Generaldirektor der Statistik Austria werden soll.

## Privates
Pesendorfer ist Vater von zwei Söhnen.

## Buch
- Florian Klenk, Konrad Pesendorfer: Zahlen, bitte! Was Sie schon immer über Österreich wissen wollten. 2018, ISBN 978-3-85439-617-8[10][11]